# Ana Dulce Félixová
Ana Dulce Félixová (* 23. října 1982 Guimarães) je portugalská atletka, běžkyně na dlouhé tratě, mistryně Evropy v běhu na 10 000 metrů z roku 2012.

## Sportovní kariéra
V roce 2009 a 2010 se stala mistryní Evropy v přespolním běhu družstev. Životní úspěch pro ni představuje titul mistryně Evropy v běhu na 10 000 metrů, který vybojovala v roce 2012 v Helsinkách.

## Osobní rekordy
- 5 000 metrů - 15:08,02 (2009)
- 10 000 metrů - 31:30,90 (2009)